# Bulbophyllum bataanense
Bulbophyllum bataanense là một loài phong lan thuộc chi Bulbophyllum.